# Aphantochroa cirrochloris
Az Aphantochroa cirrochloris a madarak (Aves) osztályának a sarlósfecske-alakúak (Apodiformes) rendjéhez, ezen belül a kolibrifélék (Trochilidae) családjához tartozó Aphantochroa nem egyetlen faja.

## Rendszerezés
Besorolása vitatott, egyes rendszerezők a Campylopterus nembe sorolják Campylopterus cirrochloris néven, de sorolták a Trochilus nembe Trochilus cirrochloris néven is.

## Előfordulása
Brazília területén honos. A természetes élőhelye szubtrópusi vagy trópusi éghajlati övezetben lévő síkvidéki esőerdők, valamint ültetvények és erősen leromlott egykori erdők.

## Megjelenése
|  |  |